# Cla Famos
Cla Reto Famos (Lucerna, 1966) es managing director del Jacobs Center for Productive Youth Development de la Universidad de Zúrich, concejal municipal en Uster por el partido FDP y, además, profesor del Departamento de Teología en la Universidad de Zúrich.

## Biografía
Su origen paterno es de Engadina. Su madre es de Lucerna, donde él creció. Después de la secundaria, estudió teología desde 1987 en la Universidad de Berna y en el Seminario Teológico en Richmond, Virginia. En 1993 terminó sus estudios con el vicariato y la ordenación. Después estudió derecho en la Universidad de San Galo, y en 1999 recibió el título de doctor. De 2000 a 2005 trabajó como profesor de asistencia en el Departamento de Teología en la Universidad de Zúrich y recibió su habilitación en 2005. A partir de 2005 dio clases como profesor honorario en las Universidades de Berna, Lucerna y Zúrich. Su campo de investigación es la teología práctica, la cibernética, la prosperidad espiritual, el derecho canónico protestante y la ética. En 1995 fue elegido pastor del municipio de Uster, y junto con su mujer cumplió este cargo hasta 2000. Desde 2005 fin 2019 fue director de la Fundación Suiza de Estudios (Swiss Study Foundation). Famos vive en Uster con su familia.

## Carrera política
Es activo en la política municipal en la ciudad de Uster. Es un vocal de la junta y miembro de numerosas asociaciones, como la asociación de comercio de Uster, la sociedad local por la cultura, y otras. Además, es un miembro activo del partido FDP en Uster. Es presidente de la comisión de servicios públicos y seguridad, forma parte de la comisión de derechos civiles (2007-2010) y es miembro del Concejal Municipal desde 2007. A partir de 2014 fue el concejal encargado de las finanzas.

## Publicaciones
Ha publicado múltiples trabajos en materia de teología práctica y derecho canónico protestante. A continuación figura una selección de sus publicaciones:
- Cla Reto Famos/René Pahud de Mortanges/Burim Ramaj, Konfessionelle Grabfelder auf öffentlichen Friedhöfen. Historische Entwicklungen und aktuelle Rechtslage, Freiburger Veröffentlichungen zum Religionsrecht (FVRR) Bd. 34, Schulthess, Zürich 2016.
- Cla Reto Famos/Ralph Kunz (Ed.), Kirche und Marketing. Beiträge zu einer Verhältnisbestimmung, TVZ, Zürich 2006.
- Cla Reto Famos, Kirche zwischen Auftrag und Bedürfnis. Ein Beitrag zur ökonomischen Reflexionsperspektive in der Praktischen Theologie, Lit-Verlag, Münster 2005.
- Ingolf U. Dalferth/Cla Reto Famos (Ed.), Das Recht der Kirche, TVZ 2004.
- Sandro Cattacin/Cla Reto Famos/Michael Duttwiler/Hans Mahnig, Staat und Religion in der Schweiz – Annerkennungskämpfe, Anerkennungsformen. Bericht zuhanden der Eidgenössischen Kommission gegen Rassismus (EKR), Neuchâtel 2003.
- Cla Reto Famos, Die öffentlichrechtliche Anerkennung von Religionsgemeinschaften im Lichte des Rechtsgleichheitsprinzips, Universitätsverlag, Fribourg 1999.